# 神山みさ

神山 みさ（かみやま みさ 、本名：同じ、1978年4月9日 - ）は日本のゴスペルミュージシャン、シンガーソングライター。栃木県宇都宮市出身。

## 概要
高校時代の友人にバンドに誘われたのがきっかけで音楽の道へ進む。この当時は「Route」というバンドでベースを担当。
高校卒業後に「lot」を結成。1998年にモスバーガー主催の「第1回モスクリスマスソングコンテスト」でグランプリを受賞。
現在はソロで活動中。主な活動場所は東京都内。

## ディスコグラフィ
- 「Te（手）」 - 2002年1月12日 (SENR-0001)
- 「きれい」 - 2004年1月22日
- 「空を見上げながらあなたを想った」 - 2005年9月2日
- 「カタチのないもの」 - 2006年9月12日
- 「夢のはじまり」 - 2007年4月12日
- 「また会う日まで」 - 2008年3月1日
- 「その涙が渇くとき」 - 2008年11月27日
- 「Misa's Song Book 2000-2010」 - 2010年10月23日
- 「Live for someone」 - 2012年7月7日
- 「月の雫」 - 2013年10月16日
- 「Little bird」 - 2015年11月23日
- 「On my side」 - 2016年11月22日
- 「GOSPEL FOLK SINGER」 - 2020年11月1日
- 「Misa's Song Book2」 - 2024年10月1日

## ラジオ
- 神山みさのHappy Ramble♪ - 栃木放送 (2006年4月 - 2011年4月)
- ゴスペルレディオレボレボリューション - ラジオ日本 (2006年9月 - 2007年9月)
- 神山みさのドリームナイト☆ - INTER FM (2007年10月 - 2007年12月)
- 神山みさ「ドリーム☆騎士」 - FM FUJI 「SPACE TRIAL on FUJI」木曜日 (2008年4月 - )
- On my side by 神山みさ - FEBC 水曜日 (2017年7月 - 2017年9月)

## 映画
- 「ケンカは嫌い」 - スペイン映画「あなたになら言える秘密のこと」の中華料理屋のシーンでBGMとして流れた。ファーストアルバム「Te（手）」、「夢のはじまり」に収録。